# マルセル・クーロー
マルセル・クーロー（Marcel Couraud, 1912年10月20日 - 1986年9月14日）は、フランスの指揮者。
リモージュの生まれ。
アンドレ・マルシャルにオルガンを師事し、パリのエコール・ノルマルで和声法を修めたあと、パリ音楽院でナディア・ブーランジェに作曲法の薫陶を受け、シャルル・ミュンシュに指揮法を学んだ。
1944年から自分の名前を冠した声楽アンサンブルを結成して指揮活動を始め、オルランド・ディ・ラッソやクラウディオ・モンテヴェルディ等ルネッサンス期の作品を積極的に取り上げ、アンドレ・ジョリヴェやオリヴィエ・メシアン等の合唱作品も紹介した。
1954年に自らの声楽アンサンブルを解散し、シュトゥットガルト・バッハ合唱団の指揮者として活動。1967年にはフランス国立放送合唱団の芸術監督に就任し、ジルベール・アミの《レチタティフ、エアとヴァリエ》やヤニス・クセナキスの《夜》等の初演をこなしている。
1976年にはグループ・ヴォーカル・ド・フランスを創立し、1978年まで指揮者を務めた。
ロシュにて死去。